# Contea di Butler (Iowa)
La contea di Butler (in inglese Butler County) è una contea dello Stato USA dell'Iowa. Venne istituita il 15 gennaio 1851 e il nome le fu dato in onore del generale William Orlando Butler. Al censimento del 2000 la popolazione era di 15 305 abitanti. Il suo capoluogo è Allison.

## Geografia fisica
L'U.S. Census Bureau certifica che l'estensione della contea è di 1506 km², di cui 1503 km² composti da terra e 3 km² composti di acqua.

## Infrastrutture e trasporti

### Strade
- Iowa Highway 3
- Iowa Highway 14
- Iowa Highway 57
- Iowa Highway 188

## Contee confinanti
- Contea di Floyd, Iowa - nord
- Contea di Bremer, Iowa - est
- Contea di Black Hawk, Iowa - sud-est
- Contea di Grundy, Iowa - sud
- Contea di Franklin, Iowa - ovest
- Contea di Chickasaw, Iowa - nord-est
- Contea di Cerro Gordo, Iowa - nord-ovest
- Contea di Hardin, Iowa - sud-ovest

## Comunità e località
La contea di Butler comprende dieci città, tre comunità non incorporate e sedici township:

### Città
- Allison
- Aplington
- Aredale
- Bristow
- Clarksville
- Dumont
- Greene
- New Hartford
- Parkersburg
- Shell Rock

### Comunitià non incorporate
- Austinville
- Kesley
- Sinclair

### Township
- Albion
- Beaver
- Bennezette
- Butler
- Coldwater
- Dayton
- Fremont
- Jackson
- Jefferson
- Madison
- Monroe
- Pittsford
- Ripley
- Shell Rock
- Washington
- West Point